# Caenolestes
Caenolestes là một chi động vật có vú trong họ Caenolestidae, bộ Paucituberculata. Chi này được Thomas miêu tả năm 1895. Loài điển hình của chi này là Hyracodon fuliginosus Tomes, 1863, by monotypy.

## Hình ảnh

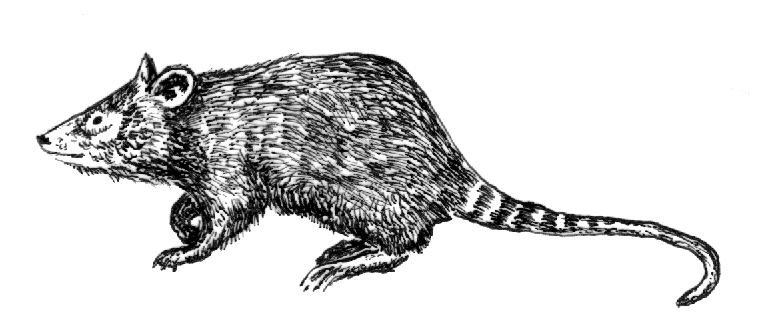
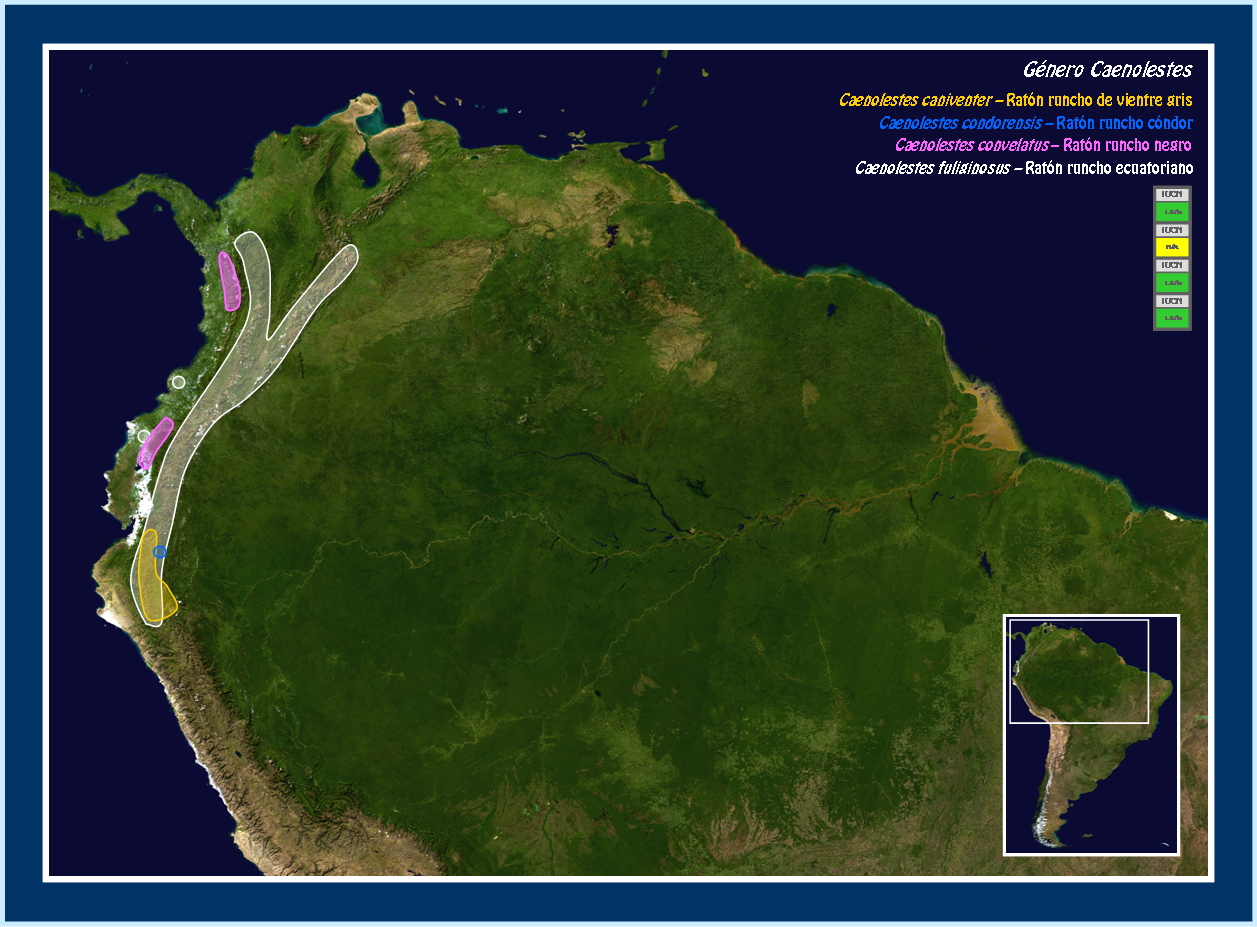
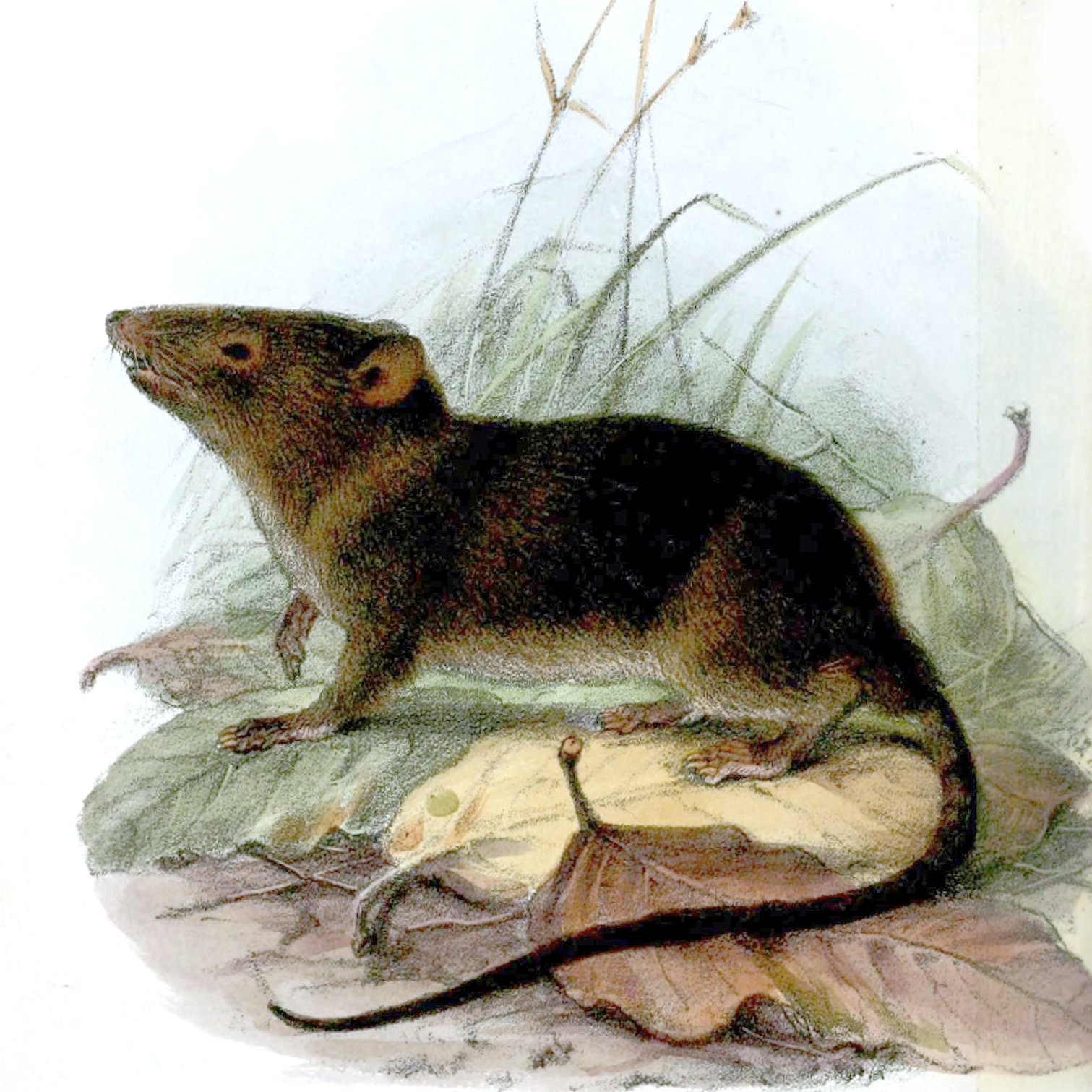

## Các loài
Chi này gồm các loài: